# Locus of control
La teoria del locus of control (dall'inglese, "luogo di controllo") rappresenta, in psicologia, la modalità con cui un individuo ritiene che gli eventi della sua vita siano prodotti da suoi comportamenti o azioni, oppure da cause esterne indipendenti dalla sua volontà.
Il costrutto del "luogo del controllo interno/esterno" fu sancito per la prima volta nel 1954 da Julian Rotter, uno psicologo statunitense che sviluppò la teoria dell'apprendimento sociale e il locus of control, diventati importanti sistemi di riferimento della psicologia, in relazione allo studio della personalità degli individui..

## Tipologia
Sono stati individuati due tipi di locus of control:
- Interno: che è posseduto da quegli individui che credono nella propria capacità di controllare gli eventi. Questi soggetti attribuiscono i loro successi o insuccessi a fattori direttamente collegati all'esercizio delle proprie abilità, volontà e capacità.
- Esterno: posseduto da parte di coloro che credono che gli eventi della vita, come premi o punizioni, non siano il risultato dell'esercizio diretto di capacità personali, quanto piuttosto il frutto di fattori esterni imprevedibili quali il caso, la fortuna o il destino.

## Scale di misura
Esistono diversi questionari per la valutazione del grado e tipo di locus of control:
- LOC-L (Locus of control lavorativo), è una scala italiana che prende in considerazione quattro aree riferite all'ambito lavorativo:[3]
  - rapporti con i superiori
  - aspetto economico dell'attività svolta
  - conseguimento degli obiettivi lavorativi
  - percorso lavorativo nel mondo del lavoro (carriera e caratteristiche del lavoro svolto)

- Internal, Powerful Others, and Chance Scale (IPC)[4]
- Health Locus of Control Scale (HLC)[5]
- Multidimensional Health Locus of Control (MHLC)[6]
- Questionnaire of Competence and Control Orientation (FKK)[7]
- Mini Locus of Control Scale[8]